# Droga wojewódzka nr 160
Droga wojewódzka nr 160 (DW160) – droga wojewódzka w zachodniej części Polski w województwie zachodniopomorskim, lubuskim i wielkopolskim z Suchania przez Choszczno, Dobiegniew, Drezdenko, Międzychód do Miedzichowa o długości 144 km. Przebiega przez powiaty: stargardzki, choszczeński, strzelecko-drezdenecki, międzychodzki i nowotomyski.
W 2019 odnowiono 2-kilometrowy odcinek drogi z Sowiej Góry do Międzychodu (jezdnia ma na tym odcinku szerokość 6,5 m, a pobocze - 1,5 metra).

## Miejscowości leżące przy trasie DW160
- Suchań
- Piasecznik
- Choszczno
- Raduń
- Zieleniewo
- Bierzwnik
- Klasztorne
- Dobiegniew
- Ostrowiec
- Klesno
- Radowo
- Drezdenko
- Grotów
- Sowia Góra
- Radgoszcz
- Międzychód
- Wielowieś
- Gorzyń
- Głażewo
- Łowyń
- Lewice
- Zachodzko
- Miedzichowo